# Christopher Wren
Sir Christopher Wren bio je engleski znanstvenik i arhitekt baroka. Njegovo najveće djelo, ujedno najopsežniji rad jednog engleskog arhitekta, bila je obnova Londona (napose crkava) nakon velikog požara u Londonu 1666. godine.

## Životopis
Wren je rođen 1632. u Wilkshireu kao sin windsorskog đakona (Dean of Windsor) Christophera Wrena (1589. – 1658.), karčlkevskog namjesnika, Wreen je dobio dobru naobrazbu u najuglednijim ustanovama toga vremena, pretežito u Westminsteru, na kraljevskom koledžu sv. Petra i na koledžu Wadham (koji je dio sveučilišta u Oxfordu). 
Izabran je 1653. za znanstvenog suradnika koledža All Souls, započevši aktivno razdoblje istraživanja i pokusa u Oxfordu. Prestao je raditi u ovom koledžu kad je dobio mjesto profesora astronomije u londonskom koledžu Gresham 1657. godine. Iz tog razdoblja je stekao ugled i kao znanstvenik; dao je znatan doprinos na području astronomije (koju je jedno vrijeme i predavao na Oxfordu) koje će hvaliti čak i Newton. 
No, vrijeme će pokazati kako se više interesirao za arhitekturu. Još kao mladić upoznao se s princom Karlom II. koji će kasnije postati kraljem. Upravo iz njihova poznanstva Wrenu će biti povjereni brojni projekti u obnovi Londona. Wren je bio i jedan od osnivača Kraljevskog društva, čiji je bio predsjednik od 1680. do 1682. godine.
Prvo arhitektonsko dostignuće Wrena bila je zgrada Scheldonovog kazališta, a uslijedile su brojne druge građevine u Oxfordu i Cambridgeu. No, najveći projekti su uslijedili nakon velikog požara u Londonu, od kojih je jedan od najuspjelijih svakako Katedrala sv. Pavla.
Naslov sira dobio je 1673., te je služio dva mandata kao poslanik Parlamenta. Postoje također naznake da je bio i član mаsona.
Wren je preminuo 1723., a pokopan je u Katedrali sv. Pavla. Na spomen-ploči koja obilježava njegov grob na latinskom, između ostalog, stoji: “Lector, si monumentum requiris, circumspice” („Čitatelju, ако tražiš spomenik, pogledaj oko sebe“).

## Najpoznatija djela
- Katedrala sv. Pavla
- Sveti Stjepan od Wolbrooka
- Saint James
- Saint Mary le Boy
- Thrinity College
- Kraljevska zvjezdarnica u Greenwichu